# 斬り捨て御免!
『斬り捨て御免!』（きりすてごめん）は、島田一男の時代小説「江戸三十六番所 斬り捨て御免」をベースに映像化し、第1シリーズから第2シリーズは当時の東京12チャンネル、第3シリーズはテレビ東京制作の連続テレビ時代劇。1980年から1982年にかけて3シリーズが製作されている。

## 概要
原作は島田一男「江戸三十六番所 斬り捨て御免」（1980年、青樹社刊。後に春陽文庫を経てコスミック・時代文庫にて2014年に再版、2021年10月現在新刊あり）。
三十六番所が舞台である点はシリーズ共通であるが、シリーズごとに基本主旨が異なっており、特に第3シリーズでは日本支配を企む翁の御前率いる悪の組織との闘いがメインとなった。出雲が部屋住みの次男として遊んでいた頃から家督を継いで登城した時代は将軍家治公（老中田沼意次）の末期、奥祐筆時代に家治は毒を盛られ亡くなり、家斉公の治世となる（老中松平定信）。三十六番所の斬り捨て御免の認可は定信（その後の白河楽翁）の元で行われたと思われる。同時代に長谷川平蔵が火付盗賊改長官として活躍しており、第2シリーズでは平蔵が設立した人足寄場帰りの登場人物も多くなる。

## キャスト

### 三十六番所
文化文政期の江戸市中899か所に設けられた武家番所の一つ。江戸の三味線堀にあり、両隣は女郎屋、向かいは居酒屋、近所に矢場や岡場所と、真っ当な武士なら忌避するような、歓楽街のど真ん中の立地。本来ならば6人体制であるべきところを、第1シリーズ第1話では頭取の殺害後、小者を含めた4人体制で運営しており、番士の補充を上申しても半年も放置され、新頭取の赴任も10日ほど音沙汰がなかったため、周囲では取り潰しになると噂が立ち、番所の高張提灯を足蹴にされた。普段は人手不足ながら巷の喧嘩や揉め事の仲裁、失せ物探しなどといった仕事を請け負いつつ、町人には親切、怠け気味ののんびり番所だが、その裏では非道な悪を独自の権限で裁く「斬り捨て番所」としての側面を持つ。松平定信の失脚から隠居に伴い、第2シリーズでは番士たちは表向きは三十六番所の仕事を継続しつつ、白河楽翁の傘下の「鬼番所」として誅殺活動を継続し、さらに第3シリーズでは「影目付」となり翁の御前と戦う。第2シリーズ初期では毎回出陣の前に出雲が加害者の罪状や被害者の苦しみを述べ、暗闇の地下蔵でろうそくを斬る儀式（唯一の明かりを斬るため毎回真っ暗になる）を行っていたが、後に出陣準備の様子に変わった。また第2シリーズでは斬りこむ直前に「斬」の一字が入った白扇を敵に投げ込む。
- 花房出雲：中村吉右衛門

江戸は本所（墨田区：両国、錦糸町、向島周辺）出身、幼名はしん三郎（しんの漢字は不明）部屋住み時代は牛込若松町（新宿区）の近くに住んでいる。貧乏旗本の次男として生まれ、兄が亡くなったことで家督を継ぎ、奥右筆に選ばれる。僚友13人以上に転属中止の嘆願書を出され惜しまれながらも、幼馴染の朝倉丹波の懇願で、殺害された神崎清五郎（演：根上淳）の後任として初めは嫌々ながら三十六番所頭取に赴任する。番士たちからは「大将」と呼ばれる。豪放磊落だが正義感は熱い。いったん気持ちを決めると周囲に何を言われても聞かない頑固さも持つ。殺陣（仕置き）の最後は武士階級の黒幕へトドメをさす際に「御免!」の決めセリフを言う（第3シリーズでは誰が相手でも言っている）。腕も立つが、基本は博識の頭脳派。教養も高く、第1シリーズでは三味線、風景のスケッチ、能の舞、器用な工作など多彩な特技を見せ、どんぐりで作るやじろべえの工作であっても一度手を付けると真剣に熱中して取り組む癖がある。お人よしな所もあり子供好きで、気の毒な少年と遊んでやったり、不良少女や乞食の女などを更生させるために自腹を切って面倒をみたり、多少裏切られようと真剣に親身に対応する。趣味は釣りで、浮きを自作し、5両（20万～40万くらい）もする一貫斎製作の竿を愛用している。第1シリーズ最終回では1年間の特命派遣のため長崎へ旅立った。第1シリーズでは「三十六番所頭取、花房出雲」第2シリーズでは「鬼番所頭取、花房出雲」と名乗るが、第3シリーズでは肩書は一切名乗らず、また敵の罠に落ちていても問われれば偽名を使わず本名を名乗る。第2シリーズ最終回で部下2名、親しい密偵2名を失ったことで傷心を抱え楽翁に暇を乞い、休職を提案され独り旅に出るも、第3シリーズ第1話で旅先で命を狙われ記憶喪失となり、自分の名前を手がかりに全てを思い出した際に「二度と再びこんな仕事はすまい」と心に決めたが、自分を助けてくれた女が翁一味に殺されたことから、これまでのような武士の役目としてではなく、個人的な意思として楽翁の依頼で翁一味の討伐を請け負い、翁の御前を倒したい一念で強敵を相手に、やや投げやりに生き延びていく。1話～5話までは、江戸へ戻っても番所には顔を見せずに転がり込んだ芸者小蝶の家に入り浸り、「あんな番所、あっても無くても変わらねぇ」と小蝶に言い捨て、番士の2人とも会おうとせず、築地の隠居の指令は手紙で送っていた。5話で岡っ引きとして窮地に陥った勘兵衛と地獄島で再会し救って以降、6話からは番所に足を向け始め、表情も明るくなり、以前のように釣りをする姿や、番所で番士たちと茶や酒を飲み語らう場面も見られるようになる。11話からは他役所の奉行や目付と話し合いをするなど、三十六番所頭取としての役目も再開している。武士道精神や正義から気持ちが逸れてしまい、個人的な復讐がモチベーションになったためか以前ほどの無敵の強さはなく、たびたび窮地に陥り、捕まったり負傷する。第1、第2シリーズでは女性に対しては紳士的で、恋愛には慎重な描写であったが、第3シリーズでは少しやさぐれ気味に人格が変わって女性に対してかなり積極的になり、翁の刺客の女性や、女医者、味方の密偵、道で出会った女壺振り、公家の姫、乞食の女など、誘われればまず相手を拒まず、その都度異性関係に陥る。そのあまりの守備範囲の広さに大助には「ゲテモノ喰い」と評され呆れられた。
- 関 大助：長門勇（第1シリーズ第21話、第2シリーズ第12・14・17・19話を除く）

古株の番士で初めは「関さん」と呼ばれていたが、出雲がつけたあだ名は「とっつぁん」。女児ばかり5人の子持ちで呑兵衛だが武術と体術の達人であり、主な得物は短槍だが脇差しやトンファー、濡れ手拭いなどで敵方の武器を奪ったりその場にある様々な物を使用するなど変幻自在の戦い方をする。特技は絵（春画や漫画）を描くこと、怪しい薬の調合や蘭学を齧って化学の知識や、航空力学の知識までも披露し、最後には翁の御前との決戦を前に、秘密兵器までも作成。また、しばしば奇想天外な作戦を立案する。第3シリーズでは出雲の留守中から留守居役を良いことに番所を占拠し、自宅の洗濯物干し場や自分の寝ぐらにしている。勘兵衛の結婚式で「高砂」を謡うために謡曲を習いはじめ、その後もたまに披露する。第3シリーズ9話で6人目の子にして初の男児が誕生。
- 松波蔵人：伊吹剛（第1シリーズ第1～7・10～11・19・25話）

番士。愛称は「蔵（くら）、蔵さん」。大助や伝十郎と共に前任者の神崎清五郎が頭取の頃からいる。血気盛んで融通の利かない性格。
- 宇部伝十郎：川崎公明（第1シリーズ～第2シリーズ第1～7・9～20・22・24話）

若手番士。愛称は「伝さん、伝十」。しばしば空気が読めずそそっかしい。初めは失敗も多く、出雲から「ばかもん！」と怒鳴られるシーンもあったが、後輩の数馬の加入以降は頼もしく成長する。第2シリーズ最終回で祝言を挙げることになり浮かれていた矢先、出雲たちが大目付側室の護衛任務で番所を離れていた留守中に三十六番士の殲滅を企む敵の凶刃に倒れ命を落とす。
- 大沢数馬：市川百々丸（第2シリーズ第1～8・10～12・14～21・23～24話）

殉職した新任番士・新藤小弥太（演：京本政樹）の後任として三十六番所にやってきた若手番士。愛称は「数馬」。観に行った芝居のタイトル「心中天網島」を「こころなかてんあみしま」と読んで大助に馬鹿にされたり、白玉を白い碁石とすり替えられて食べかけるなど、よく大助にいじられている。第2シリーズ最終回では大助の飲酒が元で手負いとなり、大将と大助の足手まといになりたくないと、捕らわれの妙秀尼を助けるため、あえて敵の罠に突っ込んでいき命を落とした。演じた市川百々丸は、二代目市川新車を襲名後に、第3シリーズ最終回に影目付の役でゲスト出演している（現：十一代目市川高麗蔵）。
- 平野与四郎：伊庭剛（第3シリーズ）

対翁の御前の戦力として楽翁が三十六番所に送り込んだ若手番士。愛称は「与四郎」。大助とコンビを組むことが多い。二枚目で真面目、御庭番のような服装や戦法で戦い有能ではあるが、大助のペースに乗せられ洗濯やお茶くみなどの雑用にも振り回され、番所の留守番中にこっそりエロ草紙を読むなど、次第に三十六番所の雰囲気に染まっていく。後半では敵に捕まったり負傷することもしばしば。
- 番助：山本雅一（第1シリーズ第1話～第7話、第12話、第14話、第21話、第24話）

小者。

### 小料理屋・千扇
三十六番所の向かいに構える小料理屋。番士たちにとっては憩いの場である。
- はつね：岩井友見（第1シリーズ第1～4・6・7・9～11・13・15～19・21・25話、第2シリーズ第1～8・12・16・18・22話）

女将。出雲にほの字で、膝枕などもさせる仲。出雲には「提灯」とあだ名を付けられている。元は武家の出だった。霊感が強いのか、亡霊に乗っ取られたことがある。
- おきく：黒須薫（第1シリーズ第6～8・13話）

女中。
- おこま：中條郷子（第2シリーズ第1・21話）

女中。
- 新吉：中村吉三（第1シリーズ·第2シリーズ）

板前。
- おさき：中西由香力（第2シリーズ第1～2話ほか）
- おちよ：立石美由紀（第2シリーズ）

両名とも女中。

### 朝倉丹波周辺
- 朝倉丹波：橋幸夫（第1シリーズ第1～4・10話）

直参旗本三千石大目付。出雲とは幼少からの「ケンカ仲間」（出雲談）もしくは「竹馬の友」（丹波談）。三十六番所を設置する施策を出した張本人らしい。出雲を「難しい役目」で「頭取のなり手のない」三十六番所へ送り込む。出雲と協力するようでいて、自らも勝手に動いてバラバラに探索したり、立場を理由に情報提供を断るなど、出雲とのコンビネーションはあまり良くない。理由は不明だが、シリーズ途中で姿を見せなくなる。
- 小笛：北川恵（第1シリーズ第1話～11・13・15・22～25話）

丹波の配下。忍者姿になって探索を行うことがある。風呂で出雲の背中を流したり、姫の替え玉として露天風呂で裸で戦ったりする。丹波がいなくなっても出雲を助ける。
- おふね：中條郷子（第1シリーズ第1～6・9・11・21話～25話）

「千扇」の女中だが、丹波の配下。丹波がいなくなっても出雲を助けている。
- おでん：高杉早苗（第1シリーズ第1話～4・10話）

朝倉家に仕える老女。口うるさい丹波のばあや。将棋が大好き。

### 白河楽翁周辺
- 白河楽翁：八代目松本幸四郎（第2シリーズ第1・24話） → 辰巳柳太郎（第3シリーズ第1話のみ）

元老中で築地の御隠居とも呼ばれている。出雲の協力者で仕事の依頼をすることがある。第3シリーズでは毎回様々な方法で出雲に指令を伝える。また影目付を派遣し出雲たちのサポートに当たらせる。
- 早苗：岩崎良美（第2シリーズ第1・3・6話）

楽翁の孫姫で徳川吉宗の玄孫でもある。出雲のことが大好きで構ってもらいたがる。
- 妙秀尼：日向明子（第2シリーズ第1・6・9・13・15・19・24話）

月照庵に住んでいる楽翁配下の尼僧。寺社関係の探索ではその立場は利用したり、色仕掛などでも力を発揮する。素手で立ち回ることもある。尼僧ながら俗っぽく出雲に言い寄ったりする。最終回で敵の一味に捕らえられ番士おびき出しの罠で命を落とす。
- 佐吉：中村吉三郎（第3シリーズ）

楽翁の指令をさりげなく出雲に持ち込む。小蝶の仕事のマネージメントも請け負っていて、しばしば小蝶の帯を締めている。

### 番士たちの関係者
- 勘兵衛：小島三児（第1シリーズ第1～13・15～19・21～23・25話、第2シリーズ第1～8・11～14・21～22話、第3シリーズ第1・5・7・9・11・13～15話）

第1シリーズでは三十六番所の隣の女郎屋「一文字屋」の主人、第2シリーズでは瓦版屋、第3シリーズではおきんと祝言を挙げ岡っ引きとなった。
- おさと：三島ゆり子（第1シリーズ第3・12話・第2シリーズ） → 雪代敬子（第3シリーズ）

大助の妻。第1シリーズ第3話では身重の体。
- おせん：北川恵（第2シリーズ第1・3・9・11～12・14～17・20～21・23話）

出雲の知り合いの夜鷹で、他の夜鷹たちを束ねる元締でもある。情報提供などで出雲に協力している。第23話で悪人の手に掛かり落命した。
- およう：橘麻紀（第2シリーズ第1話ほか）

おせんの夜鷹仲間。
- おれん：門谷美佐（第2シリーズ第1話ほか）

およう同様おせんの夜鷹仲間。
- 小蝶：金沢碧（第3シリーズ）

柳橋の芸者。出雲とは愛人のような関係であるが、口の軽い番士の2人に出雲の浮気を聞かされ、いつもやきもきさせられている。最終話では出雲を追いかけ上方まで行き、とうとう夫婦約束までこぎつけるが、前途は不穏そうである。
- おきん：奈三恭子（第3シリーズ）

勘兵衛の女房。火消しの娘で気が強い。第3シリーズ第15話「命の綱渡り 決心の十手持ち女房」では、翁の御前一味に潜入。
- 花助：山本ゆか里（第3シリーズ）

小蝶の芸者仲間。おきゃん。

### 翁の御前一味
第3シリーズにおける三十六番所の敵。途方もない財力を武器に人間の欲望に付け込み、国の支配を目的に暗躍する謎の組織。特に鉄砲やダイナマイトなど、火薬を使った攻撃を好む。幹部たちはアジトに飾ってある翁の面を通じて首領に作戦の概要や意向を伝える。
- 林 伝八郎：亀石征一郎（第4話～第8話）

翁の御前配下の初代幹部。鋭い打突が得意技。出雲愛用の一貫斎の釣り竿を根元から真っ二つにする。出雲にはこれまでの人生で最大の強敵だったと評された。
- お弓：白石奈緒美（第8話～第16話）

翁の御前配下の二代目幹部。普段は巫女のような風体で陰陽師のような法術（催眠術系）を使う。後半では尼姿にも化けた。その正体は自らの幻術で若返っていた老婆。米問屋に安売りの貼り紙を貼って米の値下げをさせるなど、やや主婦感覚の作戦を遂行し、勘兵衛の妻おきんに感謝されていた。またお弓が牛耳っている間、女性刺客の色仕掛けが激減した。
- 友三郎：三沢慎吾（第17話～第18話）

翁の御前配下の三代目幹部。作戦の柱に女を据えるも、2度とも女が出雲に惚れてしまい、裏切られて女性不信に。唐人（福本清三）を擁して三十六番所を苦しめた。
- 喜之助：本郷直樹（第19話～第21話）

翁の御前配下江戸組織の四代目幹部。同じ翁一味である伊賀の上忍・服部道鬼（演：北村英三）の配下。出雲に御免されず、与四郎に倒される。
- 森 軍兵衛：森次晃嗣（第22話）

大坂城を砦に構えている翁の御前の腹心。森宗意軒の子孫。優秀な知将であり、出雲を追って上方へ出てきた小蝶のピンチを救う。出雲の策を看破して罠を仕掛け、与四郎を銃で負傷させるも逃げられる。大助謹製のハングライダーを使って再び城内に潜入した出雲との一騎打ちに敗れ、右腕を切り落とされる。翁の御前に逃亡することを勧めたが見限られ、処刑された。
- 翁の御前：ハル・ゴールド（第22話）

莫大な財力を持ち幕府中枢にもはびこる組織の首領。大坂城の奥に籠っている。最終話まで素性の判らない存在であったが、正体は武力と財力により日本の支配を目論む異人。出雲の一太刀によってその正体を晒し「金と欲望ある限り翁は滅びぬ、diablo!」の言葉を言い残し爆炎に消えた。

## サブタイトル・主なゲスト

### 第1シリーズ
| 話数   | 放送日        | サブタイトル             | 脚本       | 監督     | 主なゲスト |
| ------ | ------------- | ------------------------ | ---------- | -------- | --- |
| 第1話  | 1980年4月9日  | 炎と燃える三十六番所の灯 | 結束信二   | 西山正輝 | 栗塚旭、根上淳、川合伸旺、小林勝彦、田口久美、 若原瞳、片岡五郎、森次晃嗣、磯野洋子、山岡徹也、 唐沢民賢、出水憲、田中弘史 |
| 第2話  | 1980年4月16日 | 無情の雨に泣く女         | 東條正年   | 山崎大助 | 五月みどり、三ツ木清隆、三上真一郎、市原清彦、正司敏江・玲児                                                               |
| 第3話  | 1980年4月23日 | 三十六番所にお指図無用   | 結束信二   | 西山正輝 | 大坂志郎、大木実、西田良、山口奈美、志乃原良子、正司歌江                                                                   |
| 第4話  | 1980年4月30日 | 命を賭けた母子星         | 鈴木兵吾   | 西山正輝 | 喜多川美佳、亀石征一郎、西園寺章雄、谷口完、下元年世、松田明                                                               |
| 第5話  | 1980年5月7日  | 捨て身の勝負 江戸の花    | 下飯坂菊馬 | 山崎大助 | 中村竹弥、野平ゆき、高峰圭二、綾川香、千葉敏郎、 伴勇太郎、門谷美佐、伊藤克美                                              |
| 第6話  | 1980年5月14日 | 女の肌に秘めた謎         | 東條正年   | 山崎大助 | 珠めぐみ、須藤建、高木二朗、五味龍太郎、永野達雄、 水上保広、若井けんじ                                                    |
| 第7話  | 1980年5月21日 | 魔性の女にひそむ業       | 和久田正明 | 南野梅雄 | 田中真理、石橋蓮司、江見俊太郎、雪代敬子                                                                                   |
| 第8話  | 1980年5月28日 | 中仙道に草笛が哭く       | 結束信二   | 南野梅雄 | 船戸順、瞳順子、牧冬吉、田中弘史                                                                                           |
| 第9話  | 1980年6月4日  | 小太刀に濡らす涙雨       | 鈴木生朗   | 山崎大助 | 西尾三枝子、田口計、大竹修造                                                                                               |
| 第10話 | 1980年6月11日 | 天童駒に秘めた謎         | 津田幸於   | 山崎大助 | 三浦真弓、松山政路、早川保                                                                                                 |
| 第11話 | 1980年6月18日 | 傷だらけの墓標           | 津田幸於   | 西山正輝 | 織田あきら、神田隆、南祐輔、大木晤郎                                                                                       |
| 第12話 | 1980年6月25日 | 江戸を走る通り魔         | 鈴木兵吾   | 西山正輝 | 丹古母鬼馬二、高品正宏、吉田義夫、出水憲司、常泉忠通、浜田雄史                                                             |
| 第13話 | 1980年7月2日  | 冥土へ送る地獄船         | 和久田正明 | 山崎大助 | 小畑あや、高野真二、山口幸生                                                                                               |
| 第14話 | 1980年7月9日  | 江戸の怪盗流れ星         | 和久田正明 | 南野梅雄 | 目黒祐樹、小松方正、鮎川いずみ、堀田真三、山本一郎、沖時男                                                                 |
| 第15話 | 1980年7月16日 | 狼の仮面を斬れ           | 鈴木生朗   | 南野梅雄 | 久保明、山本ゆか里、外山高士、内田善郎                                                                                     |
| 第16話 | 1980年7月23日 | 涙に曇る江戸の空         | 東條正年   | 山崎大助 | 火野正平、灰地順、植木絵津子、西園寺章雄                                                                                   |
| 第17話 | 1980年7月30日 | 女たちの仇討ち無情       | 和久田正明 | 鹿島章弘 | 児島みゆき、奈月ひろ子、志乃原良子、黒部進、五味龍太郎、 加藤大樹、藤尾純、水村泰三、柴田昭彦、永野達雄                    |
| 第18話 | 1980年8月6日  | 黄金地獄の闇を斬る       | 田中利世   | 唐順棋   | 西崎みどり、和崎俊哉、陶隆司、岡本崇、門谷美佐                                                                             |
| 第19話 | 1980年8月13日 | 闇夜に笑う天狗の面       | 東條正年   | 唐順棋   | 剣持伴記、市村昌治、槇健吾、人見ゆかり                                                                                     |
| 第20話 | 1980年8月20日 | 奈落の底に潜む謎         | 鈴木生朗   | 南野梅雄 | 高田美和、片岡秀太郎、早川雄三                                                                                             |
| 第21話 | 1980年8月27日 | 男に惚れたはぐれ花       | 和久田正明 | 南野梅雄 | 栗田ひろみ、高峰圭二、須永克彦                                                                                             |
| 第22話 | 1980年9月3日  | 目の前から消えた女       | 東條正年   | 鹿島章弘 | 北村総一郎、千野弘美、柳川清、近藤宏、一ツ柳明美                                                                           |
| 第23話 | 1980年9月10日 | 女の敵は地獄へ送れ       | 津田幸於   | 南野梅雄 | 北林早苗、西山辰夫、香月京子、守田比呂也                                                                                   |
| 第24話 | 1980年9月17日 | 野獣討つべし             | 鈴木生朗   | 唐順棋   | 鈴鹿景子、鹿内孝、吉本真由美、大木こだま・大木ひかり、 大林直樹、水上保広、荻原郁三、玉生司朗                              |
| 第25話 | 1980年9月24日 | 江戸城危機一髪           | 東條正年   | 唐順棋   | 平泉征、北原義郎、八名信夫、佐藤宏之、丘路千、北原将光、三笠敬子                                                           |

### 第2シリーズ
| 話数   | 放送日        | サブタイトル            | 脚本              | 監督       | 主なゲスト |
| ------ | ------------- | ----------------------- | ----------------- | ---------- | --- |
| 第1話  | 1981年4月8日  | 大奥秘録 叛乱の地獄絵巻 | 鈴木生朗          | 森一生     | 中村玉緒、佐藤慶、京本政樹、風祭ゆき、中島ゆたか、 北見唯一、伴勇太郎、柳川清、五月マリア、和田かつら、松田明、芝本正 |
| 第2話  | 1981年4月15日 | 嵐に咲く赦免花          | 和久田正明        | 南野梅雄   | 江利チエミ、船戸順、波田久夫、山本一郎、松谷令子                                                                      |
| 第3話  | 1981年4月22日 | 悪鬼が散らした無惨花    | 鈴木生朗          | 家喜俊彦   | 泉じゅん、田口計、高峰圭二、鈴木金哉、日高久、下元年世                                                                |
| 第4話  | 1981年4月29日 | 女呪いの双つぼくろ      | 津田幸於          | 唐順棋     | 相原友子、御木本伸介、八名信夫、西山辰夫                                                                              |
| 第5話  | 1981年5月6日  | 奈落に舞うはぐれ蝶      | 和久田正明        | 家喜俊彦   | 栗田陽子、頭師孝雄、宮口二朗、田中弘史、島米八、表淳夫、須永克彦                                                      |
| 第6話  | 1981年5月13日 | 偽装心中なみだ川        | 鈴木生朗          | 南野梅雄   | 原口剛、有吉ひとみ、西園寺章雄、原健策、永野達雄、 武周暢、池田幸路、三浦徳子                                         |
| 第7話  | 1981年5月20日 | 花吹雪獄門剣            | 和久田正明        | 唐順棋     | 亀石征一郎、飛鳥裕子、綾川香、多賀勝、日吉としやす、伊藤武史                                                          |
| 第8話  | 1981年5月27日 | 女渡り鳥凶状旅          | 鈴木生朗          | 南野梅雄   | 五十嵐めぐみ、高野真二、堀田真三、加賀邦男、小林芳宏、 中村錦司、吉田豊明、 池田幸路                                  |
| 第9話  | 1981年6月3日  | 女いのちの地獄肌        | 鈴木生朗          | 家喜俊彦   | 川合伸旺、小林昭二、辻萬長、水原麻紀、大木悟郎、柳沢紀子、八木隆                                                      |
| 第10話 | 1981年6月10日 | 狼どもの血祭り仁義      | 松本功            | 南野梅雄   | 原田大二郎、須賀不二男、吉本真由美、高木二朗、槇健吾、大森不二香                                                      |
| 第11話 | 1981年6月17日 | 忍びよる恐怖の影        | 津田幸於          | 皆元洋之助 | 田島令子、中田博久、田中弘史、早川保、西園寺章雄                                                                      |
| 第12話 | 1981年6月24日 | 女はかない哀れ花        | 鈴木生朗          | 井上梅次   | 志麻いづみ、佐藤仁哉、溝田繁、永野辰弥、竹内健一                                                                      |
| 第13話 | 1981年7月1日  | 血染めの千両富          | 田中利世 牧戸次郎 | 皆元洋之助 | 頭師佳孝、白木万理、野平ゆき、牧冬吉、有光豊、長谷川弘、伴勇太郎                                                      |
| 第14話 | 1981年7月8日  | 幽鬼が狙った瓦版        | 田中利世          | 唐順棋     | 本郷直樹、奈月ひろ子、内田勝正、五味龍太郎、橘麻紀、玉生司朗                                                          |
| 第15話 | 1981年7月15日 | 闇夜になく母子鶴        | 津田幸於          | 唐順棋     | 小山明子、草川祐馬、細川俊夫、西山辰夫、柳川清、千葉敏郎                                                              |
| 第16話 | 1981年7月22日 | 三々九度殺しの盃        | 和久田正明        | 家喜俊彦   | 喜多川美佳、村上冬樹、内田善郎、山口朱美、武周暢、島米八                                                              |
| 第17話 | 1981年7月29日 | 女恨みの辻が花          | 和久田正明        | 南野梅雄   | 外山高士、美雪花代、早川雄三、黒須薫、峰村銀、堀内一市、入江慎也、 表淳夫、出水憲司                                   |
| 第18話 | 1981年8月5日  | すすり泣く尼寺          | 津田幸於          | 皆元洋之助 | 寺田農、細川純一、田中弘史、近江輝子、堀内一市                                                                        |
| 第19話 | 1981年8月12日 | なさけ深川怨み節        | 鈴木生朗          | 家喜俊彦   | 佐々木剛、松原愛、高杉玄、田中綾、山口奈美、中村錦司                                                                  |
| 第20話 | 1981年8月19日 | 女を漁る凶悪の牙        | 新井雄一郎        | 唐順棋     | 藤間文彦、浜田晃、小林伊津子、西園寺章雄、藤尾純                                                                      |
| 第21話 | 1981年8月26日 | 江戸浪人街の血闘        | 東條正年          | 唐順棋     | 古代一平、岡本ひろみ、北村晃一、村上不二夫、倉石一旺、江並隆                                                          |
| 第22話 | 1981年9月2日  | 妖しく匂う無情花        | 綾部伴子          | 家喜俊彦   | 高田美和、高田大三、汐路章、中村竜三郎、杉江廣太郎                                                                    |
| 第23話 | 1981年9月9日  | 死を呼ぶ子守唄          | 津田幸於          | 唐順棋     | 三沢慎吾、東山明美、今西正男、五味龍太郎、千葉敏郎、 志乃原良子、中村万之丞、松本錦吾                                 |
| 第24話 | 1981年9月16日 | 鬼番所皆殺しの罠        | 鈴木生朗          | 家喜俊彦   | 森次晃嗣、鈴鹿景子、三上剛、幸田宗丸、須永克彦                                                                        |

### 第3シリーズ
| 話数   | 放送日         | サブタイトル                  | 脚本       | 監督       | 主なゲスト                                                                    |
| ------ | -------------- | ----------------------------- | ---------- | ---------- | ----------------------------------------------------------------------------- |
| 第1話  | 1982年6月9日   | 熱き口づけは死を誘う          | 鈴木生朗   | 家喜俊彦   | 梶芽衣子、千波丈太郎、幸田宗丸、山口朱美、門谷美佐                            |
| 第2話  | 1982年6月16日  | 大奥を濡らす魔性の血          | 鈴木生朗   | 皆元洋之助 | 志穂美悦子、山本昌平、田口計、伊吹友木子、 岡本ひろみ、三浦徳子、山本一郎     |
| 第3話  | 1982年6月23日  | 生か死か断崖に揺れる二人      | 和久田正明 | 皆元洋之助 | 松坂慶子、石橋雅史、千うらら、芝本正、山口幸生                                |
| 第4話  | 1982年6月30日  | 女豹の牙と百万石の大陰謀      | 鈴木生朗   | 家喜俊彦   | 三浦リカ、水原麻紀、平泉征、大崎紀子、島米八、出水憲司                        |
| 第5話  | 1982年7月7日   | やわ肌が乱れる地獄島潜入      | 鈴木生朗   | 皆元洋之助 | 赤座美代子、小松方正、小林伊津子、田村恵子                                    |
| 第6話  | 1982年7月14日  | 暗闇目付が仕掛けた必殺罠      | 鈴木生朗   | 唐順棋     | 水原ゆう紀、菅貫太郎、一の瀬玲奈、西園寺章雄、山村弘三                        |
| 第7話  | 1982年7月21日  | 謀略血で染めた御用金強奪      | 津田幸於   | 唐順棋     | 西尾三枝子、牧冬吉、芝本正、石田信之                                          |
| 第8話  | 1982年7月28日  | 三万両の身代金に賭けた命      | 鈴木生朗   | 皆元洋之助 | 高峰圭二、姫ゆり子、早川雄三、豊田充里                                        |
| 第9話  | 1982年8月4日   | 女の唇に潜む非情の罠          | 鈴木生朗   | 家喜俊彦   | 風祭ゆき、原口剛、多賀勝、中村錦司、表淳夫                                    |
| 第10話 | 1982年8月11日  | 怪盗を追え 死のおとり作戦     | 鈴木生朗   | 皆元洋之助 | 八名信夫、成瀬正、出水憲司、細川純一、前川恵美子                              |
| 第11話 | 1982年8月18日  | 夏の怪 竜神が流す火の涙       | 鈴木生朗   | 皆元洋之助 | 剣持伴紀、松本朝夫、酒井くにお・とおる、北見唯一、山本一郎                    |
| 第12話 | 1982年8月25日  | 黄金に群がる闇の相場師        | 中西隆三   | 皆元洋之助 | 本阿弥周子、川合伸旺、五味龍太郎、根岸一正、永野辰弥                          |
| 第13話 | 1982年9月1日   | 女仇討に隠された凶悪の罠      | 津田幸於   | 家喜俊彦   | 鈴鹿景子、外山高士、田中弘史、柳川清、寺下貞信                                |
| 第14話 | 1982年9月8日   | 生き地獄 女悪鬼の棲む館       | 和久田正明 | 唐順棋     | 竹井みどり、北林早苗、内田勝正、水村泰三                                      |
| 第15話 | 1982年9月15日  | 命の綱渡り 決死の十手持ち女房 | 鈴木生朗   | 家喜俊彦   | 姫ゆり子、関根大学、溝田繁、中井啓輔、島米八、 須永克彦、小笠原町子、門谷美佐 |
| 第16話 | 1982年9月22日  | 狙われた姫 魔界の女呪術師     | 鈴木生朗   | 唐順棋     | 早瀬久美、浜田晃、桃山みつる、小柳圭子、市川男女之助、 諏訪裕子、京あけみ     |
| 第17話 | 1982年10月13日 | 湯殿で襲われた女賭博師        | 鈴木生朗   | 家喜俊彦   | 山内絵美子、西山辰夫、高野眞二、芦田鉄雄、千葉敏郎                            |
| 第18話 | 1982年10月20日 | 赤い人魚は死神の使者          | 鈴木生朗   | 皆元洋之助 | 三条泰子、福本清三、西山嘉孝、西田良、北原将光                                |
| 第19話 | 1982年10月27日 | 白昼に散った女影目付          | 鈴木生朗   | 家喜俊彦   | 朝加真由美、武周暢、西園寺章雄、南祐輔、玉生司郎                              |
| 第20話 | 1982年11月3日  | 女ねずみが天井裏で鳴く        | 鈴木生朗   | 唐順棋     | 原田英子、三田明、野上哲也、田中弘史、鈴木金哉                                |
| 第21話 | 1982年11月10日 | 伊賀の女に明日はない          | 鈴木生朗   | 家喜俊彦   | 奈良富士子、北村英三                                                          |
| 第22話 | 1982年11月17日 | 今あかす翁の御前の正体        | 鈴木生朗   | 皆元洋之助 | 森次晃嗣、牧冬吉、芝本正、市川新車、中村万之丞、堀内一市 大河内浩             |

## スタッフ
- 原作：島田一男（「斬り捨て御免!」「江戸三十六番所」(青樹社刊)より）
- 企画：大塚貞夫（第1シリーズではプロデューサー）
- プロデューサー：神山安平(東京12チャンネル､第1シリーズ、第3シリーズでは企画)、時崎克彦(東京12チャンネル､第2シリーズ)、犬飼佳春(テレビ東京､第3シリーズ)､佐々木康之(京都映画)、檜垣明
- 脚本：サブタイトル参照
- 音楽：渡辺岳夫
- 音楽制作：あんだんて
- 制作担当：石川博（東京12チャンネル、第1・2シリーズ）、沢克純（京都映画）
- 撮影：藤井秀男、藤原三郎、渡辺貢
- 殺陣：美山晋八、楠本栄一
- 特技：宍戸大全
- ナレーター：藤田まこと（第1シリーズ）、古今亭志ん朝（第2シリーズ）、佐藤慶（第3シリーズ第7話～）
- 監督：サブタイトル参照
- 制作協力：京都映画株式会社、松竹株式会社演劇部
- 制作：東京12チャンネル（第1・2シリーズ）→テレビ東京（第3シリーズ）、歌舞伎座テレビ

## 主題歌・テーマ曲
- 長唄「勧進帳」より「瀧流し」（第1シリーズ・第２シリーズOP）：白河楽翁役・初代松本白鸚が勧進帳で舞っていた曲。
- 「君はやさしかったか」（第1シリーズ・第1話 - 第13話、第19話 - 第24話）
- 「いなせ節」（第1シリーズ・第14話 - 第18話）
  - 作詞：檪文平 / 作曲：渡辺岳夫 / 編曲：竹村次郎 / 歌：川崎公明

## 備考
- 第1シリーズのエンディングで使用された映像は、後に同局（現在のテレビ東京）系列他で放送された『江戸・中町奉行所（第2シリーズ）』のエンディングにそのまま流用され、使用された（本作同様、『江戸・中町奉行所』も京都映画撮影所で制作された作品である）。
- 同じくエンディングのカモメの映像は、1981年にフジテレビ系列で放映された『江戸の用心棒』の中でも使われている。（東宝制作だが、京都映像の協力作品であり、スタッフも多少かぶっている）
- なお、第3シリーズ第1話では赤いフィルターをかけたカモメの第1シリーズエンディング画像が数回使われ、OP音楽の冒頭でもカモメが一声鳴く効果音が入っている。
- 第1シリーズのエンディング「君はやさしかったか」のテレビサイズは2番の歌詞の前半と1番の歌詞の後半が合わさったものである。1番の歌詞は　自分一人を救えぬものが　他人（ひと）の涙を拭う柄（がら）かよ　そんな言葉に心くじけて　君は行くのか　古いこの街　とあり、第2シリーズ最終回を示唆していた可能性がある。
- 花房出雲の家紋は「丸に三つ銀杏」である。「三つ銀杏」は市川染五郎（父・兄）の紋なので、丸が付いているのは「染五郎の分家」＝吉右衛門という意味合いとも取れる。15年後に中村吉右衛門が演じた鬼平犯科帳第６シリーズ第9話「迷路」スペシャルでは、火付盗賊改方を罷免された長谷川平蔵が、敵から身を隠して虚無僧に化けている間、出雲と同じ「丸に三つ銀杏」の紋を付けた黒の着流し姿になっていた。
- 春日太一著「ドラマ「鬼平犯科帳」ができるまで」所載の演出部スタッフ・酒井信行氏のインタビューによると、第3シリーズ最終話で花房出雲がとっつぁんに作らせたある秘密兵器を用いて単身大坂城天守閣へ潜入する場面があるが、そのアイディアは吉右衛門本人が「役のイメージとして、どうしてもやりたい」と自分から出した。それぐらいノッていましたと明かしている。[20]また、第3シリーズとイアン・フレミングの映画「007シリーズ」はイメージが似ていると指摘されることが多いが、後年、鬼平放映後(1992年2月号）に掲載された銀座百点の対談[21]で、吉右衛門は常磐新平に「一時イアン・フレミングの「007」ばかり読んでいた」と話し、小説ではボンドは黒髪に細面で顔に傷があると描写されていて、東洋人でもなれそうだから、「もしかして自分にもできるかも、なあんて（笑）」と話したことがある。
- 高鳥都著「必殺シリーズ秘史50年の告白録」にて、第3シリーズの監督を多く担当した皆元洋之助は、花房出雲役の中村吉右衛門について[22]「非常に頭の良い方でしたね」と語り、佐々木康之プロデューサーの方針で、毎回印刷前の台本を吉右衛門に読んでもらい、意見を聞いていたという。吉右衛門はストーリーの中で自分がどう見えるか、ゲストの描き方で自分がどう引き立つかということを考え、シビアに物を言ってくるタイプだったという。「斬り捨て御免！」は勧善懲悪の作品ということもあり、主人公の魅力を第一にすることを意識して演出していた。また、第3シリーズは「007のようなテイストでやれないか？」と吉右衛門が提案したため、出雲にはジェームズ・ボンドのように毎回ゲスト女優との色っぽい絡みがあった。「あまり知られていませんが、吉右衛門さんの意外な一面が出てるんです」
- 撮影を担当した藤井哲矢は「パート３、オープニングに裸のお姉ちゃんが出るのは、吉右衛門さんが言うたんです。「ちょっと色っぽい感じにしよう」と。シルエットで撮って、そこに水玉の画を合成した。あとは、3メートルくらいある翁の面を知り合いの工房に作ってもらってステージに吊るして、クレーンで移動しながら撮りましたね」
- 照明を担当した南所登は[23]「吉右衛門さんって顔がフラットなんです。そこに横から当てたら立体感が出る。だから「悪いけどそこで止まって、この光で撮らせてほしい」と吉右衛門さんにいうと、やっぱりプロやから絶対そこに来るんですよ。鼻がピシッと見える角度に」と語っている。